# NGC 6955
NGC 6955 ist eine Balken-Spiralgalaxie vom Hubble-Typ SBbc im Sternbild Delphin. Sie ist schätzungsweise 373 Millionen Lichtjahre von der Milchstraße entfernt.
Das Objekt wurde am 28. Juni 1863 von Albert Marth entdeckt.